# Iterative deepening depth-first search
Iterative deepening depth-first search o IDDFS è una strategia di ricerca in uno spazio di stati (state space search) nella quale è eseguita ripetutamente una ricerca depth-limited, incrementando il limite di profondità (depth limit) ad ogni iterazione sino al raggiungimento di {\displaystyle d}, la profondità più piccola in cui trovare lo stato obiettivo.
È una strategia di ricerca particolarmente efficace, poiché ad ogni iterazione, visita i nodi nell'albero di ricerca nello stesso ordine di una ricerca depth-first, ma in questo caso l'ordine cumulativo nel quale i nodi sono visitati per primi (assumendo l'assenza di pruning) è effettivamente una ricerca in ampiezza.

## Valutazione della strategia

### Ottimalità e completezza
La ricerca iterative deepening depth-first combina l'efficienza in spazio della ricerca depth-first e la completezza della ricerca breadth-first (quando il branching factor è finito). Dal momento che la strategia restituisce lo stato soluzione legato al nodo con la profondità minore nell'albero di ricerca, è ottimale quando il costo del percorso è una funzione non-decrescente (monotona) della profondità del nodo.

### Complessità spaziale e temporale
La complessità in spazio dell'IDDFS è {\displaystyle O(d)}, dove {\displaystyle d} è la profondità della soluzione più vicina alla radice. Questo è dovuto al fatto che l'algoritmo non è altro che un susseguirsi di ricerche in profondità, quindi in memoria verrà mantenuto uno stack di al più {\displaystyle d} stati contemporaneamente.
L'iterative deepening genera più volte gli stessi nodi e ciò potrebbe sembrare dispendioso, ma in fin dei conti non lo è tanto, in quanto in un albero la maggior parte dei nodi sono nel livello più basso, quindi non preoccupa molto il fatto che i livelli superiori siano visitati più volte. Maggiore è il branching factor, minore è l'overhead dell'espansione ripetuta degli stati intermedi, ma anche quando il branching factor è 2, l'iterative deepening spende solo il doppio in tempo rispetto ad una ricerca breadth-first completa.
Il maggior vantaggio in questo algoritmo nella ricerca su alberi è che le prime ricerche tendono a migliorare le euristiche maggiormente utilizzate, come la euristica killer e la potatura alfa-beta, e quindi si ha una stima più accurata del peso dei vari nodi alla fine della ricerca in profondità, e il completamento della ricerca avviene più velocemente in quanto effettuata in un ordine migliore.
Infatti la complessità in tempo dell'IDDFS in alberi bilanciati è dello stesso ordine della ricerca in profondità — {\displaystyle O(b^{d})}, dove {\displaystyle b} è il branching factor.
In una ricerca iterative deepening i nodi posti in basso sono espansi una volta, quelli successivi all'ultimo livello sono espansi due volte, e così via, sino alla radice dell'albero di ricerca, che è espanso d + 1 volte. Così il numero totale di espansioni in una ricerca iterative deepening è
{\displaystyle (d+1)b^{0}+db^{1}+(d-1)b^{2}+\dots +3b^{d-2}+2b^{d-1}+b^{d}}
Sia ad esempio b = 10 e d = 5, allora si avrà
{\displaystyle 6+50+400+3,000+20,000+100,000=123,456}
Una ricerca iterative deepening che parte dalla profondità 1 e cerca per tutte le strade sino alla profondità d espande circa l'11 % di nodi in più rispetto a una singola ricerca breadth-first o a una ricerca depth-limited con limite {\displaystyle d}, quando {\displaystyle b=10}.
In generale, l'iterative deepening è la ricerca preferita quando c'è un vasto spazio di ricerca e la profondità della soluzione non è nota a priori.

## Algoritmo
Questo algoritmo (in pseudocodice) è una possibile implementazione della strategia di iterative deepening: sfrutta l'algoritmo di ricerca in profondità limitata incrementando a ogni iterazione la profondità massima a cui cercare.
```
IterativeDeepening
(
root
,
 
goal
){

  
for
(
profondità
 
=
 
1
;
 
root
 
!=
 
goal
;
 
profondità
++
)
 
=>
 
:
 
root
 
=
 
DLS
(
root
,
 
goal
,
 
profondità
)
 

}

DepthLimitedSearch
(
nodo
,
 
goal
,
 
profondità
){

  
if
(
profondità
 
>=
 
0
)
:

    
if
(
nodo
 
==
 
goal
)
 
=>
 
:
 
return
(
nodo
)

    
foreach
(
child
 
in
 
visita
(
nodo
))
 
=>
 
:
 
DepthLimitedSearch
(
child
,
 
goal
,
 
profondità
-
1
)

}

```